# تاد بروستر
تاد بروستر (انگلیسی: Todd Brewster؛ زادهٔ ۱ ژانویهٔ ۱۹۰۱) تهیه‌کننده فیلم، و روزنامه‌نگار اهل ایالات متحده آمریکا است.